# Apalis sharpii
Apális-de-sharpe ou apális-ardósia (Apalis sharpii) é uma espécie de ave da família Cisticolidae.
Pode ser encontrada nos seguintes países: Costa do Marfim, Gana, Guiné, Libéria e Serra Leoa.
Os seus habitats naturais são: florestas secas tropicais ou subtropicais e florestas subtropicais ou tropicais húmidas de baixa altitude.